# Ernst Ludwig Kirchner
Ernst Ludwig Kirchner (Aschaffenburg, 6 de maig del 1880 - Frauenkirch, Suïssa, 15 de juny del 1938), pintor expressionista, és un dels quatre estudiants de l'Escola tècnica superior de Dresden que van fundar el grup expressionista Die Brücke el 1905.

## Vida
Kirchner va anar a estudiar arquitectura a Dresden el 1901. El 1903, va marxar a Múnic a estudiar pintura a l'Escola de Belles Arts. El 1905, va fundar amb altres estudiants el grup Die Brücke ('El pont'), que pretenia un estil pla de colors purs inspirat en l'art primitiu. Aquest grup i Der Blaue Reiter van formar la segona onada expressionista.
Va seguir vivint a Dresden fins al 1911. Després va anar a Berlín, on va saber reflectir l'agitació i el moviment d'una gran ciutat moderna. El 1914, amb l'esclat de la Primera Guerra Mundial, és mobilitzat, però sofreix una greu crisi nerviosa. A la tornada de la guerra, el 1915, es va trastornar profundament.
Va estar a Alemanya i, a partir del 1917, a Davos (Suïssa). El 1937, en plena ascensió del nazisme, el seu art es va qualificar com art degenerat i molts dels seus treballs van ser destruïts. Es va suïcidar a Frauenkirch, prop de Davos, el 1938.

## Obra

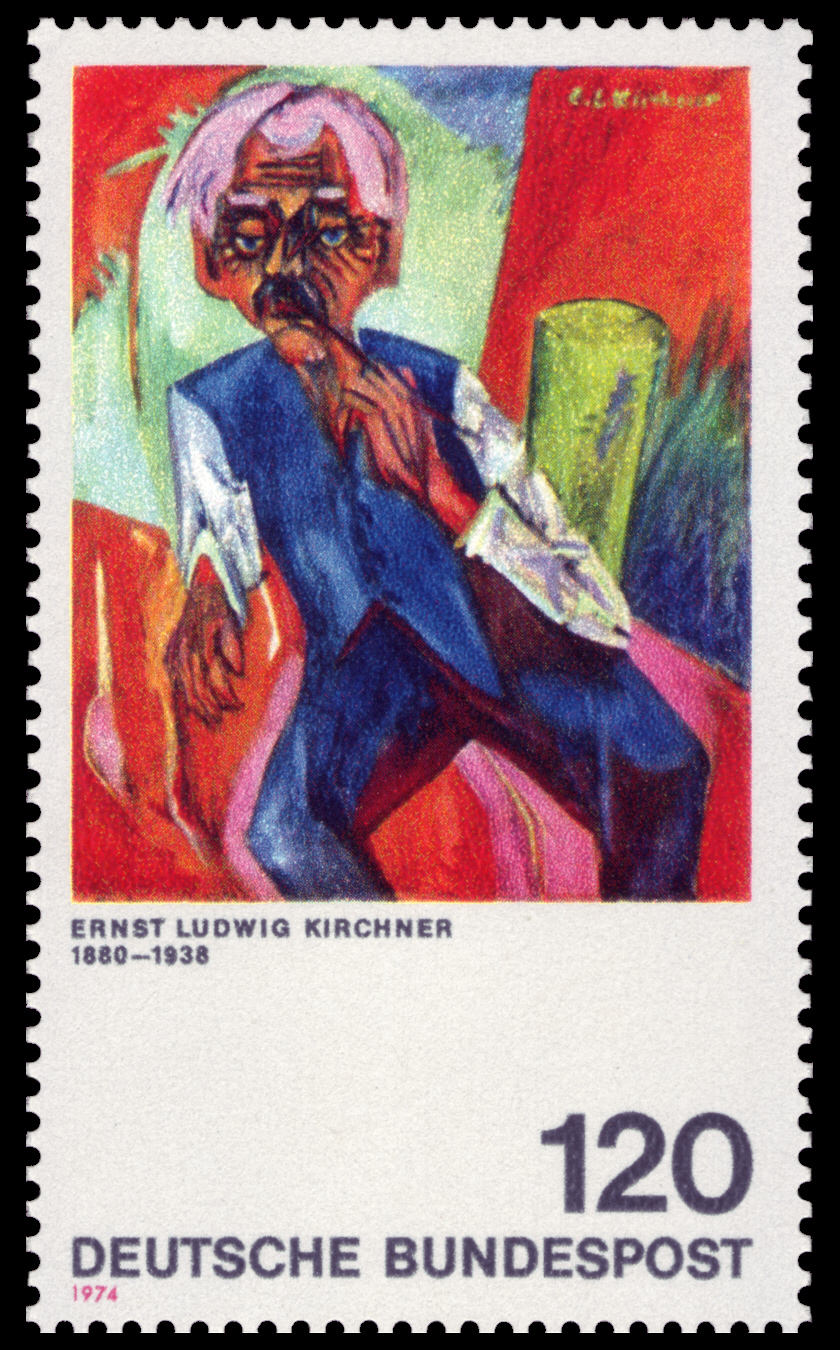
Segell dedicat Ernst Ludwig Kirchner

Es va interessar molt pel gravat sobre fusta. Kirchner cultiva formes anguloses que poden estar inspirades en la descomposició cubista o en el disseny normal dels gravats xilogràfics.